# Ihlara
Ihlara é um município do distrito (em turco:  ilçeler) de Güzelyurt, da região histórica e turística da Capadócia, da província de Acsarai e da região da Anatólia Central da Turquia. Em 2009 a sua população era de 2 808 habitantes.
A área é famosa pela beleza natural e pelas habitações e igrejas trogloditas bizantinas do Vale de Ihlara (em turco: Ihlara Vadisi). A vila situa-se na margem do rio Melendiz, a cerca de 30 km (35 km por estrada) em linha reta a sudeste de Acsarai e a cerca de 60 km (72 km por estrada) a sudoeste de Nevşehir.

## Vale de Ihlara
O vale de Ihlara é uma garganta com 16 km de comprimento, escavada na rocha vulcânica pelo rio Melendiz. A rocha resultou de milhões de anos de erupções dos vulcões Erciyes e Haçane, que deram origem à paisagem característica da Capadócia. A garganta começa junto à vila e termina junto a Selime, a noroeste. No extremo norte de de Ihlara, uma escadaria com 400 degraus e mais de 100 metros de desnível dá acesso ao fundo da garganta.
Devido à abundância de água e de esconderijos naturais, a região foi um dos primeiros refúgios dos cristãos que fugiam às perseguições romanas.

### Igrejas do Vale de Ihlara e Belisırma
Desde o século VII que o vale foi a residência de monges bizantinos que escavaram os seus mosteiros e igrejas no tufo. A área entre Ihlara e Belisırma, onde se encontram cerca de cinquenta igrejas, era então conhecida por  Peristrema e parece ter sido pouco afetada pelas disputas turbulentas do período iconoclasta. A decoração das igrejas mostra influências orientais e ocidentais, nomeadamente nas roupas das figuras retratadas, que nuns casos vestem longos robes árabes, ora usam vestes similares às que se encontram nos frescos bizantinos da Europa.
As igrejas de Peristrema podem dividir-se em dois grupos. As igrejas do primeiro grupo, mais próximas de Ihlara, são quase todas anteriores ao período iconoclasta (séculos VIII e IX), embora muitas tenham pinturas de épocas posteriores. As do segundo grupo, mais próximas de Belisırma, apresentam decorações de estilo bizantino dos séculos X e XI.
Entre as igrejas mais antigas, a sul e mais próximas de Ihlara, destacam-se as seguintes:

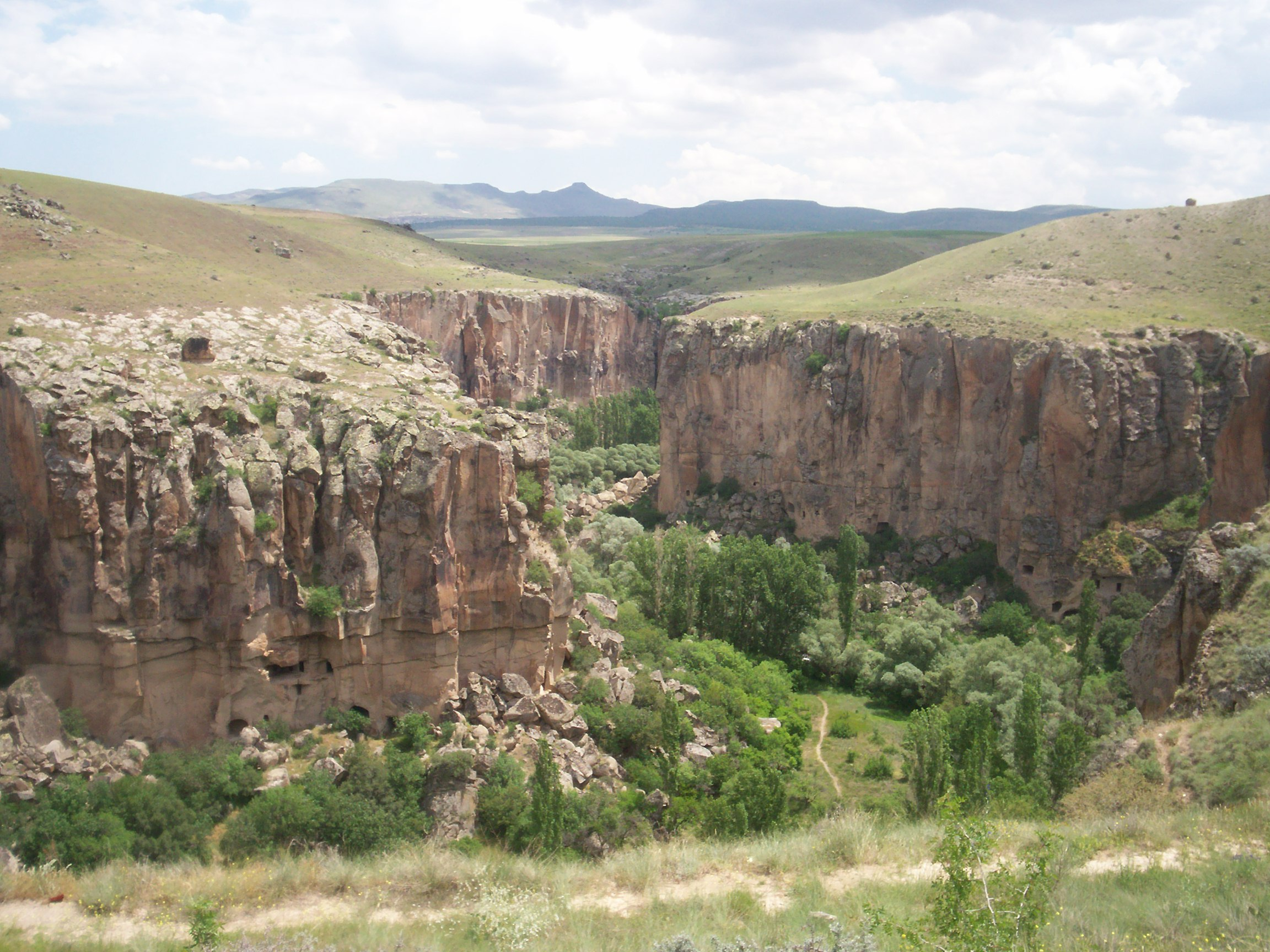
Vista da garganta do Vale de Ihlara.

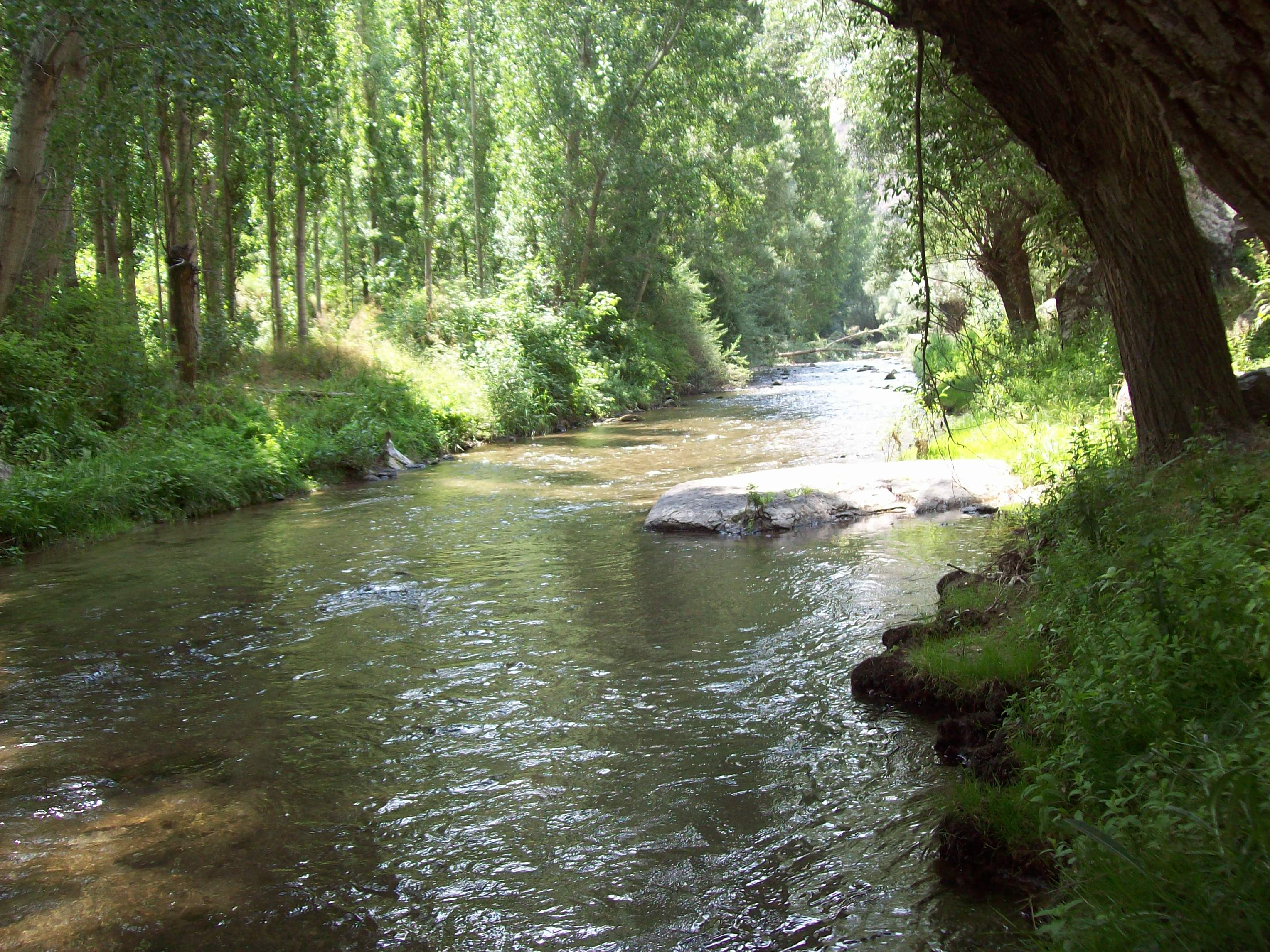
O rio Melendiz no Vale de Ihlara.

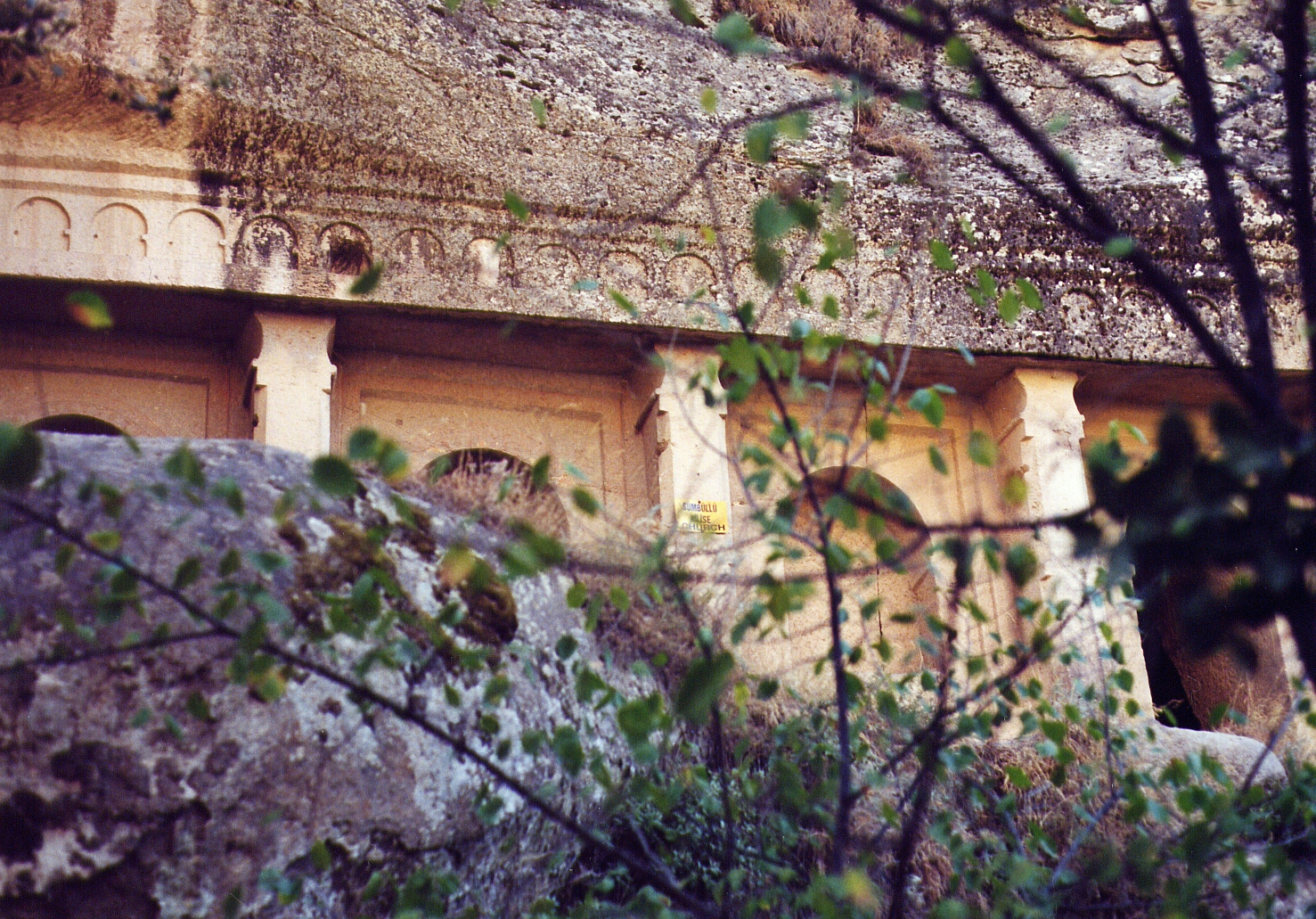
Parte da fachada da Sümbüllü Kilise.

- Ağaçaltı Kilise (igreja debaixo da árvore) — Escavada na rocha, é de planta cruciforme e data provavelmente do século VII.[nt 2] Originalmente tinha três andares, mas dois deles colapsaram, o mesmo tendo acontecido à sala de entrada.[3] Há vários frescos em bom estado, que resistiram às destruições de imagens do período iconoclasta.[nt 2] Um dos mais impressionantes representa os Três Reis Magos oferecendo os seus presentes na Natividade. Noutro aparece Daniel e os leões. Na cúpula central há uma cena das Ascensão de Jesus.[3] As cores dominantes são o vermelho, azul e cinzento e as imagens têm um ar naïf que sugere influências da Pérsia sassânida, algo que é mais notório num friso com grifos alados. Lamentavelmente, os frescos têm sofrido sérios estragos nos anos mais recentes.[3]

- Pürenli Seki Kilise — Situada numa ravina, a 30 m de altura, tem frescos em mau estado, que representam sobretudo cenas da vida de Jesus.[3]

- Kokar Kilise — Tem frescos com cenas da Bíblia, que incluem a Anunciação, a Natividade, e a Fuga para o Egito.[3]

- Yilanli Kilise (igreja da serpente) — De planta em cruz, apresenta a particularidade de ter uma abside de grande dimensão. O nártex está decorado com representações do inferno datadas do século IX, que incluem pecadores nus entrelaçados em monstros com aspeto de serpentes.[nt 2] Quatro mulheres pecadoras são mordidas pelos monstros, uma delas nos mamilos como castigo por não ter amamentado os seus filhos, outra é possuída por oito serpentes, as outras duas são punidas por caluniarem e não darem ouvido aos bons conselhos. No centro encontra-se uma das raras representações de Satanás da Capadócia. Em cada uma das cabeças de serpente há uma alma condenada ao Inferno.[3]

- Sümbüllü Kilise (igreja do jacinto) — Data provavelmente do século X. A planta em T denota a transição para o estilo bizantino mais tardio,[nt 2] com forte influência grega.[3] As pinturas das paredes mostram, entre outros, o imperador Constantino e a sua mãe Santa Helena. A decoração de uma das fachadas apresenta influências orientais.[nt 2]

Entre as igrejas do segundo grupo, a norte e mais próximas de Belisırma, destacam-se as seguintes:

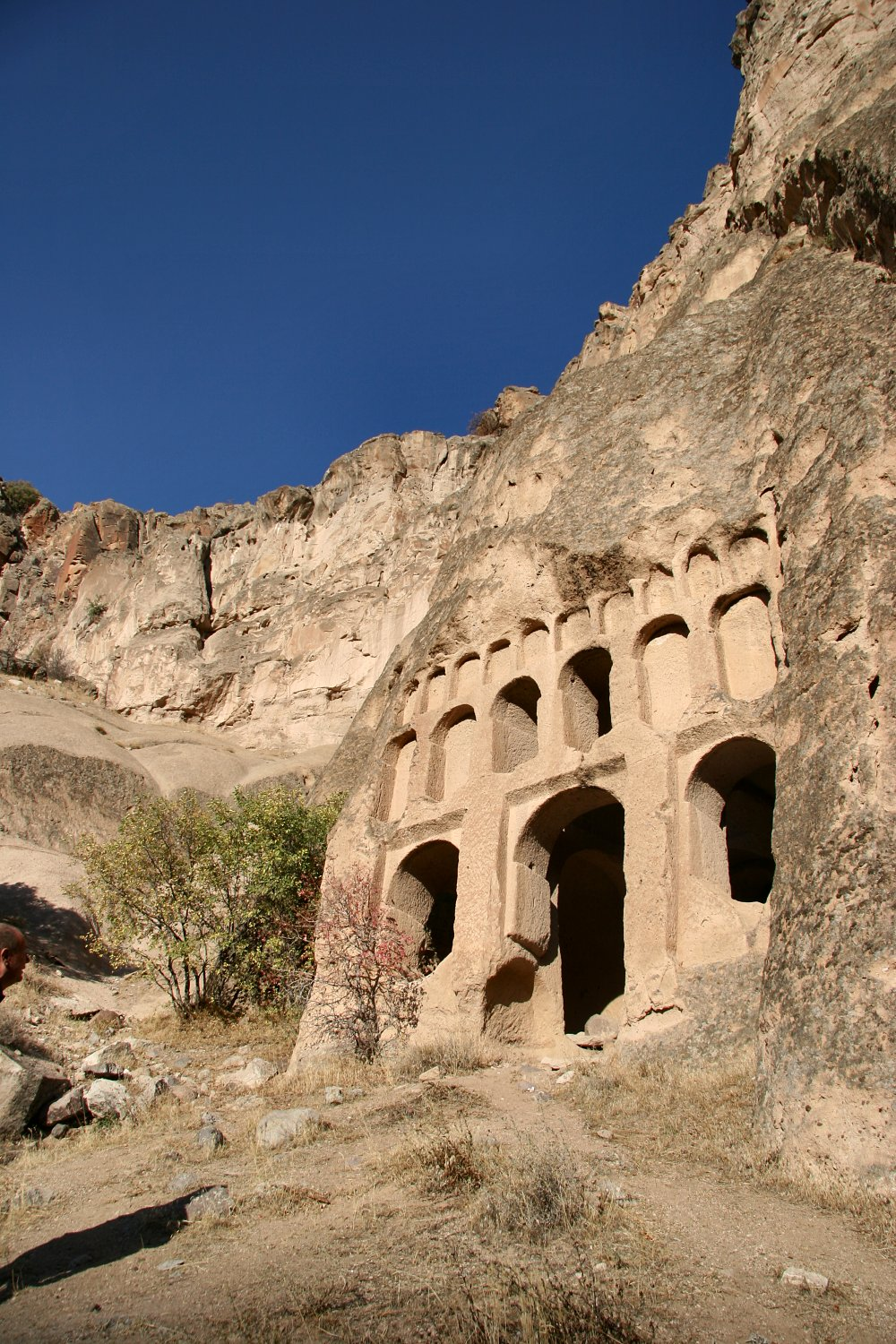

- Direkli Kilise (igreja das colunas) — Tem três naves e foi construída no século X[nt 2] ou XI.[3] A abóbada é suportada por quatro colunas altas, decoradas com frescos com retratos de santos,[nt 2] um deles com a Virgem com o Menino e outro com São Jorge lutando com o dragão.[3] Uma das raras inscrições encontradas no vale reportam que a igreja foi fundada durante o reinado do imperador bizantino Basílio II Bulgaróctono, o qual durou de 976 a 1025.[nt 2]

- Kırkdamaltı Kilise (igreja dos quarenta telhados ou de São Jorge) — Dedicada a esse santo por Basílio Giagupes, um emir cristão ao serviço do  sultão seljúcida de Rum Maçude II, tem uma inscrição que expressa a gratidão dos cristãos pela tolerância religiosa dos seljúcidas[3] e onde consta que a igreja foi construída entre 1283 e 1295, o que faz dela a mais recente do vale.[nt 2] Um dos frescos mostra São Jorge flanqueado por Basílio Giagupes e pela mulher deste, Tamar, uma princesa da Geórgia, que oferece um modelo da igreja ao santo.[3] São Jorge veste uma uma armadura, um escudo triangular e um capucho,[3] Basílio tem um turbante e vestes seljúcidas. Junto a esse fresco há uma inscrição que refere o imperador bizantino Andrónico II Paleólogo e Maçude II.[nt 2] O fresco ao lado representa São Jorge matando uma serpente de três cabeças, com uma inscrição acima onde se lê "expia os pecados da minha alma".[3] No século XIX, a igreja foi reutilizada pela comunidade cristã grega da região.[nt 2]

- Karagedik Kilise (igreja da fenda negra) — Construída no século XI em tijolo e traquito, tem uma abóbada em cruzaria e três colunas. Está em muito mau estado e as pinturas quase se desvaneceram.[nt 2]